# Teucrium franchetianum
Teucrium franchetianum là một loài thực vật có hoa trong họ Hoa môi. Loài này được Rouy & Coincy miêu tả khoa học đầu tiên năm 1893.